# Stan Swamy
Stan Swamy, all'anagrafe Stanislaus Lourduswamy (Tiruchirappalli, 26 aprile 1937 – Mumbai, 5 luglio 2021), è stato un prete e attivista indiano.

## Biografia
Stanislaus Lourduswamy era un sacerdote cattolico indiano romano, membro dell'ordine gesuita  ed è stato attivista per i diritti tribali per diversi decenni
Swamy è stato l'uomo più anziano accusato di terrorismo in India . L'8 ottobre 2020 Swamy è stato arrestato e accusato dall'agenzia investigativa nazionale (National Investigation Agency - NIA) ai sensi della legge per la prevenzione sulle attività illegali, per il suo presunto ruolo nella violenza di Bhima Koregaon del 2018 e per i collegamenti con il  Partito comunista indiano (maoista). Swamy era affetto dalla Malattia di Parkinson e aveva dunque richiesto la scarcerazione per motivi medici, che era stata respinta più volte.  Durante la detenzione, la sua salute si è deteriorata ed è morto per complicazioni legate al COVID-19 il 5 luglio 2021.

## Premi
Nel gennaio 2021, Swamy ha ricevuto il premio Mukundan C. Menon 2020 per i diritti umani